# Andrena pyropygia
Andrena pyropygia är en biart som beskrevs av Joseph Kriechbaumer 1873. Andrena pyropygia ingår i släktet sandbin, och familjen grävbin. Inga underarter finns listade i Catalogue of Life.

## Bildgalleri

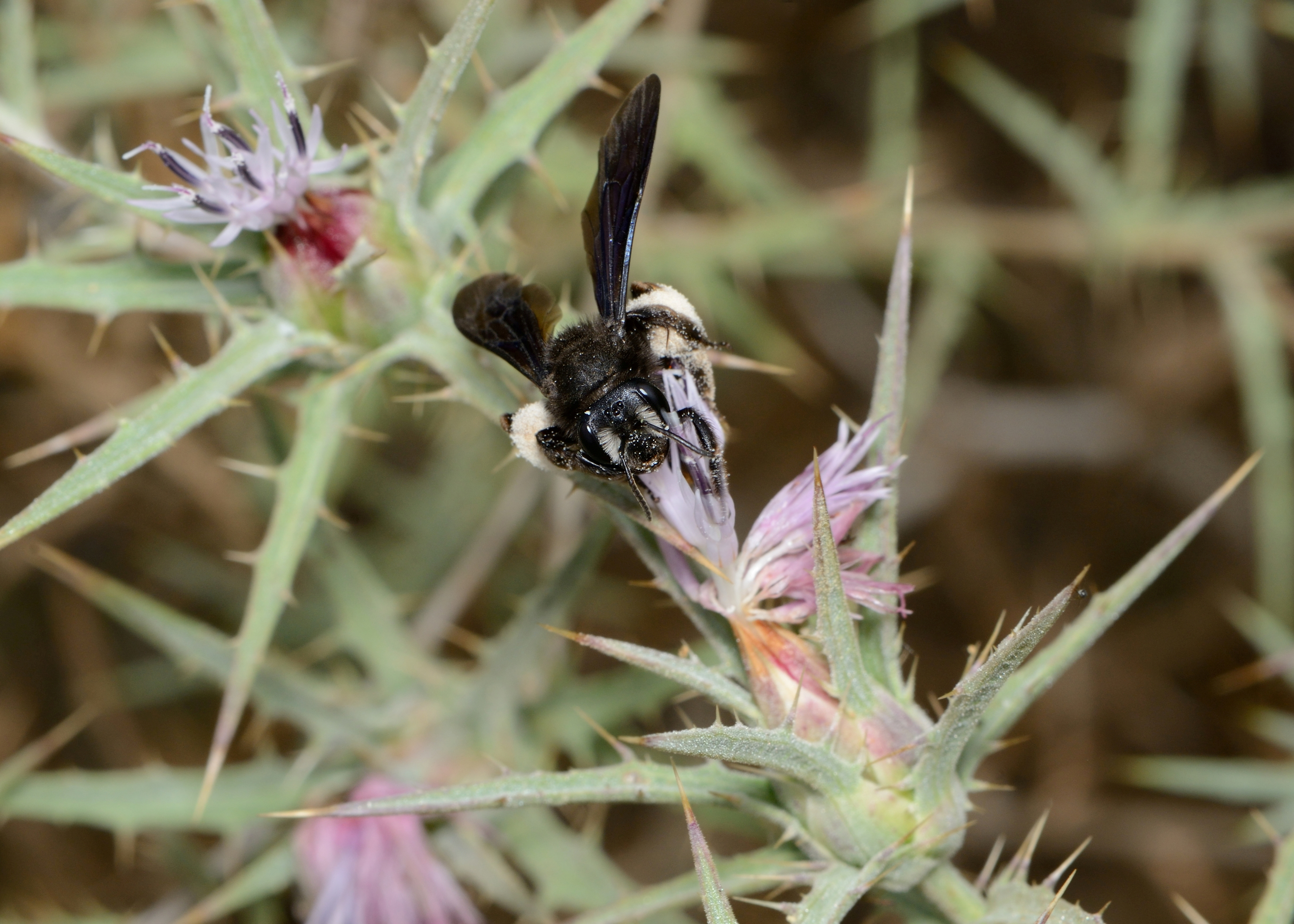